# Kyle Richards
Pour les articles homonymes, voir Richards.
Kyle Egan Richards connue sous le nom de Kyle Richards est une actrice et productrice américaine, née le 11 janvier 1969 à Hollywood.
Elle a commencé sa carrière en tant qu’enfant actrice, en interprétant Alicia Sanderson dans La Petite Maison dans la Prairie, et dans plusieurs films d’aventure et d’horreur, dont Le Crocodile de la mort (1976) de Tobe Hooper, Enfer mécanique (1977) et Les Yeux de la forêt (1980) de Walt Disney, ainsi que son rôle de Lindsey Wallace dans la saga Halloween de John Carpenter.
Depuis 2010, elle est la vedette de l'émission de télé-réalité Les Real Housewives de Beverly Hills.

## Biographie

### Enfance et vie privée
Kyle Richards est la sœur de Kim Richards et la demi-sœur de Kathy Hilton. Elle est donc par ailleurs la tante de Paris Hilton et de Nicky Hilton. Elle a été mariée deux fois, son premier mari, Guraish Aldjufrie avec qui elle a eu une fille, Farrah Aldjufrie puis avec Mauricio Umansky avec qui elle a eu trois filles Alexia Simone Umansky, Sophia Kylie Umansky, Portia Umansky. Fin 2023, la rumeur court sur une possible séparation de Kyle et Mauricio. Dans un premier temps démentie par les deux parties, Kyle confirmera la séparation du couple au début de l’année 2024. 

### Carrière
Elle est notamment connue pour avoir joué Alicia Sanderson, la fille adoptive de Mr Edwards dans la série La Petite Maison dans la prairie et elle joue également la petite fille Lindsay Wallace dans le film Halloween : La Nuit des masques de John Carpenter en 1978.
Entre 1998 et 2006, elle a interprété le rôle secondaire de Dori Kerns, une infirmière, dans la série médicale Urgences.
Depuis 2010, elle est la vedette de l'émission de télé-réalité Les Real Housewives de Beverly Hills où elle partage l'écran avec ses sœurs Kim Richards et Kathy Hilton. L'émission suit dans leur vie quotidienne six femmes fortunées.
En 2016, elle participe à la huitième édition de l'émission The Celebrity Apprentice.
En 2018, elle lance une série télévisée inspirée de la vie de sa mère et dont elle est productrice, American Woman, qui réunit à l'écran Alicia Silverstone, Cheyenne Jackson ou encore James Tupper notamment. Malheureusement, l'émission sera la source d'un conflit entre elle et ses sœurs, au point qu'elles n'auront plus de contact pendant plus d'un an. Leur réconciliation est finalement visible sur les réseaux sociaux en 2018.
Elle reprend le rôle de Lindsay Wallace adulte dans les films Halloween Kills (2021) et Halloween Ends (2022).

## Filmographie

### Cinéma
- 1975 :  La Montagne ensorcelée (Escape to Witch Mountain) de John Hough : Tia Malone (jeune)
- 1977 : Le Crocodile de la mort (Eaten Alive) de Tobe Hooper : Angie
- 1977 : Enfer mécanique (The Car) de Elliot Silverstein : Debbie Parent
- 1978 : Halloween : La Nuit des masques (Halloween) de John Carpenter : Lindsey Wallace
- 1980 : Les Yeux de la forêt (The Watcher in the Woods) de John Hough : Ellie Curtis
- 1989 : Heure limite (Curfew) de Gary Winick : Stephanie Davenport
- 1990 : Escape de Richard Styles : Lydia
- 2006 : Pledge This : Panique à la fac ! de William Heins et Strathford Hamilton : Lisa
- 2014 : Very Bad Games (The Hungover Games) de Josh Stolberg : Heather
- 2021 : Halloween Kills de David Gordon Green : Lindsey Wallace
- 2022 : Halloween Ends de David Gordon Green : Lindsey Wallace
- 2024 : Beautiful Wedding : Vivian Hayes
- 2024 : The Holiday Exchange : Lola Williams

### Téléfilms
- 1977 : A Circle of Children : Sarah
- 1977 : The Father Knows Best Reunion : Ellen
- 1977 : Father Knows Best: Home for Christmas : Ellen
- 1978 : The Million Dollar Dixie Deliverance : Naomi
- 1979 : Amateur Night at the Dixie Bar and Grill : Laurie Jan
- 1979 : Friendships, Secrets and Lies : Livia, la fille de Sandy
- 1980 : Rupture fatale (Once Upon a Family) : Liz Demerjian
- 1981 : Hellinger mène l'enquête (Hellinger's Law) : Julie Braden
- 1982 : This Is Kate Bennett : Jennifer Bennett
- 2011 : Face à ma sœur jumelle (Deadly Sibling Rivalry) : Tricia Stutton
- 2022 : Ma meilleure ennemie de Noël (The Housewives of the North Pole) : Trish Rivera

### Séries télévisées
- 1974 : Sergent Anderson (Police Woman) : Julie Faulkner
- 1975-1982 : La Petite Maison dans la prairie (The Little House On The Prairie) : Alicia Sanderson Edwards / Samantha Harper
- 1976-1978 : Police Story : Nance / Shannon / Viki Jo Vero
- 1978 : Le Monde merveilleux de Disney (Disneyland) : Naomi
- 1978 : Embarquement immédiat (Flying High) : Katie
- 1979 : L'Île fantastique (Fantasy Island) : Rebecca
- 1979 : Vegas : Julie Travis
- 1979 : Time Express : Bille Jane Culper
- 1979 : Carter Country : Gerry
- 1980 : La Plantation (Beulah Land) : Sarah jeune
- 1981 : Concrete Cowboys : Isobel
- 1982 : Chips : Jodi
- 1984 : Down to Earth : Elizabeth Preston
- 1998 : Nick Freno: Licensed Teacher
- 1998 : La croisière s'amuse, nouvelle vague (The Love Boat: The Next Wave) : Une femme intrigante
- 1998-2006 : Urgences (ER) : Dori Kerns
- 1999 : Beverly Hills 90210 : Anna Murphy
- 1999 : City Guys : Katie
- 2003 : Sept à la maison (7th Heaven) : La patiente de Matt
- 2012 : Les Experts (CSI: Crime Scene Investigation) : Mme Young
- 2013 : Des jours et des vies (Days of our Lives) : Casey McGraw
- 2023 : How I Met Your Father : Missy Moritz
- 2025 : Wild Cards : Talia (saison 2, épisode 10)
- 2025 : La Défense Lincoln[2] : Celeste (prochainement)

### Clips
- 2014 : G.U.Y., vidéoclip de Lady Gaga avec Kyle Richards et Lisa Vanderpump.

## Distinctions

### Nominations
- Saturn Awards 1982 : Meilleure actrice dans un second rôle pour Les Yeux de la forêt
- 1982 : Young Artist Awards de la meilleure jeune actrice pour Les Yeux de la forêt
- People's Choice Awards 2019 : Star de téléréalité préférée dans une émission de télé-réalité pour Les Real Housewives de Beverly Hills
- 2022 : MTV Movie + TV Awards de la performance la plus effrayante pour Halloween Kills
- 2022 : People's Choice Awards de la star de télé-réalité de l'année pour Les Real Housewives de Beverly Hills
- 2023 : People's Choice Awards de la star de télé-réalité de l'année pour Les Real Housewives de Beverly Hills

## Publications
- Life Is Not a Reality Show: Keeping It Real with the Housewife Who Does It All. New York, NY, HarperOne, 2011[6]